# Юхор (Малоудольский сельсовет)
Юхор — упразднённый населённый пункт (лесная сторожка) в Вязниковском районе Владимирской области России.

## География
Урочище находится в северо-восточной части области, в зоне хвойно-широколиственных лесов, в пределах Волжско-Окского междуречья, на восточном берегу озера Юхор, на расстоянии примерно 16 километров (по прямой) к северо-востоку от города Вязники, административного центра района.

### Климат
Климат характеризуется как умеренно континентальный. Средняя температура воздуха самого холодного месяца (января) — −11,1 °C (абсолютный минимум — −48 °С), средняя максимальная температура воздуха (июля) — +23,3 °С (абсолютный максимум — +37 °С). Годовое количество атмосферных осадков составляет около 607 мм, из которых 413 мм выпадает в период с апреля по октябрь.

## История
По данным 1926 года в лесной сторожке имелось одно хозяйство и проживало 3 человека (2 мужчины и 1 женщина). Входила в состав Вязниковской волости Владимирской губернии.
На момент упразднения входила в состав Малоудольского сельсовета Вязниковского района. Упразднена решением облисполкома № 319 от 16 мая 1986 года как фактически не существующая.